# Daniel Anýž
Daniel Anýž (6. listopadu 1963 Praha – 30. září 2023) byl český novinář, komentátor a publicista. Profesně se věnoval americké politice.

## Život
Vystudoval Přírodovědeckou fakultu UK v Praze, od roku 1991 pracoval jako novinář. Působil v týdeníku Respekt, v letech 2003–2005 pracoval v české redakci BBC, v letech 2006–2010 byl zpravodajem Hospodářských novin ve Spojených státech; roku 2015 přestoupil do české verze magazínu Newsweek. Počátkem roku 2017 se vrátil do Hospodářských novin; psal články a komentáře pro server Aktuálně.cz. Léta 2020 vydal knihu Jdu s hlavou vztyčenou o osudech Milady Horákové a jejího manžela Bohuslava Horáka.
Zemřel po vážné nemoci 30. září 2023 ve věku 59 let.
V roce 2024 byl oceněn medailí Za zásluhy I. stupně in memoriam, za zásluhy o stát v oblasti kultury.